# Alexej Stachanov
Alexej Grigorjevič Stachanov (rusky Алексей Григоревич Стаханов, 3. ledna 1906 Lugová, Ruské impérium – 5. listopadu 1977 Torez, Sovětský svaz) byl sovětský horník a národní hrdina Sovětského svazu. Jeho jméno se stalo synonymem pracovní výkonnosti;  jeho jménem bylo pojmenováno Stachanovské hnutí. Stachanov byl první dělník, který pracoval podle sovětské pracovní metody.

## Životopis
Narodil se v Lugové blízko města Orel. V roce 1933 začal pracovat jako horník. V dole si chtěl vydělat na koně do jejich hospodářství. Důl, kde byl zaměstnán, měl špatné hodnocení a stranickému vedoucímu na dole hrozilo odvolání či trest, pokud byl důl nedosáhl kladného hodnocení.
Z toho důvodu bylo na dole potřeba vytvořit rekord v těžbě či se jinak prosadit. K tomu se tehdejší havíři moc neměli, protože sovětské vedení by z rekordu udělalo v dalším období normu, kterou by museli horníci plnit. Po nátlaku a hledání byl k tomuto úkolu vybrán Alexej Stachanov, na rekordní směně s ním byl redaktor místních novin, který o vytvoření rekordu napsal do místního tisku.
Dne 31. srpna 1935 bylo prohlášeno, že vytěžil 102 tun uhlí za 5 hodin a 45 minut, což bylo 14× více, než byl plán. Tento rekord z něj udělal hrdinu Sovětského svazu, později se objevil i na titulní straně magazínu Time.
Po vytvoření rekordu Alexej Stachanov z dolu uprchnul, protože ho ostatní horníci chtěli zabít (kvůli v Sovětském svazu pověstnému „dnes rekord, zítra norma“). Jeho žena ho doma ukryla před rozlíceným davem v bečce na zelí a horníkům řekla, že kdo chce Alexeje zabít, toho  sama podřeže. O dva dny později se zpráva o rekordu objevila na poslední straně stranického listu Pravda. Této zprávy si všiml gruzínský politik Sergo Ordžonikidze a uvědomil si, že by sovětské hospodářství mohlo Alexeje Stachanova využít ve své komunistické propagandě.
Po rekordní směně, při níž Stachanovovi při rubání údajně svítil stranický funkcionář Petrov, se stranická organizace usnesla, že Alexej Stachanov dostane dům, poukaz na lázně a koně. Nicméně tento rekord byl podobně jako řada dalších abnormálních výkonů obyčejných lidí pouhou sovětskou propagandou, která sloužila ke zvýšení pracovních norem a výkonů.
V letech 1936–1941 byl Alexej Stachanov prominentním studentem Industriální akademie v Moskvě, ač sám moc neuměl číst ani psát. Do roku 1942 byl ředitelem dolu v Karagandě. V letech 1943 až 1957 pracoval jako komisař pro těžký průmysl. Roku 1959 byl vedoucím v různých dolech, než roku 1974 odešel do penze, jejíž větší část strávil, kvůli alkoholismu, v psychiatrické léčebně. V ní 3. listopadu 1977 upadl na mokré podlaze a ztratil vědomí; dva dny nato zemřel.[zdroj?]
Pohřben byl na městském hřbitově. Jeho hrob se později kvůli natáčení dokumentu o Stachanovovi pokoušela najít ruská televize ve spolupráci se zaměstnanci hřbitova. Nicméně hrob za tu dobu zarostl a upadl v zapomnění, proto byl jen těžko k nalezení.

## Popularita
Byl vyznamenán dvěma Řády Lenina a Řádem rudého praporu. 31. srpen, den vytvoření rekordu byl vyhlášen státním svátkem. Město Kadijivka na Ukrajině bylo roku 1978 na jeho počest pojmenováno Stachanov. V roce 2016 se městu vrátilo původní jméno Kadijivka.